# Kathleen Lynch
Kathleen Lynch (née le 7 juin 1953) est une femme politique irlandaise du Parti travailliste qui est ministre d'État de 2011 à 2016. Elle est Teachta Dála (TD) pour la circonscription de Cork-Centre-Nord de 1994 à 1997 et de 2002 à 2016.

## Carrière politique

### 1985 à 2009
Elle exerce ses premières fonctions politiques en 1985 lorsqu'elle est élue à la Cork Corporation pour le Parti des travailleurs. Elle se fait connaître en tant que militante contre les frais de service introduits par la société. Lorsque ce parti se scinde en 1992, Lynch et d'autres membres de l'organisation de Cork sont initialement indécis quant à leur position, mais elle décide ensuite de suivre l'ancien président du parti Proinsias De Rossa et la majeure partie des députés du parti dans la nouvelle organisation qui prend ensuite le nom de la Gauche Démocratique. Lynch est élue pour la première fois au Dáil Éireann en tant que député Gauche démocrate pour Cork North-Central lors d'une élection partielle en 1994 provoquée par le décès du député du Parti travailliste Gerry O'Sullivan. Elle perd son siège au Dáil aux élections générales de 1997, mais est réélue aux élections générales de 2002, cette fois pour le Parti travailliste à la suite de la fusion de la Gauche démocratique avec ce parti en 1999.

### années 2010

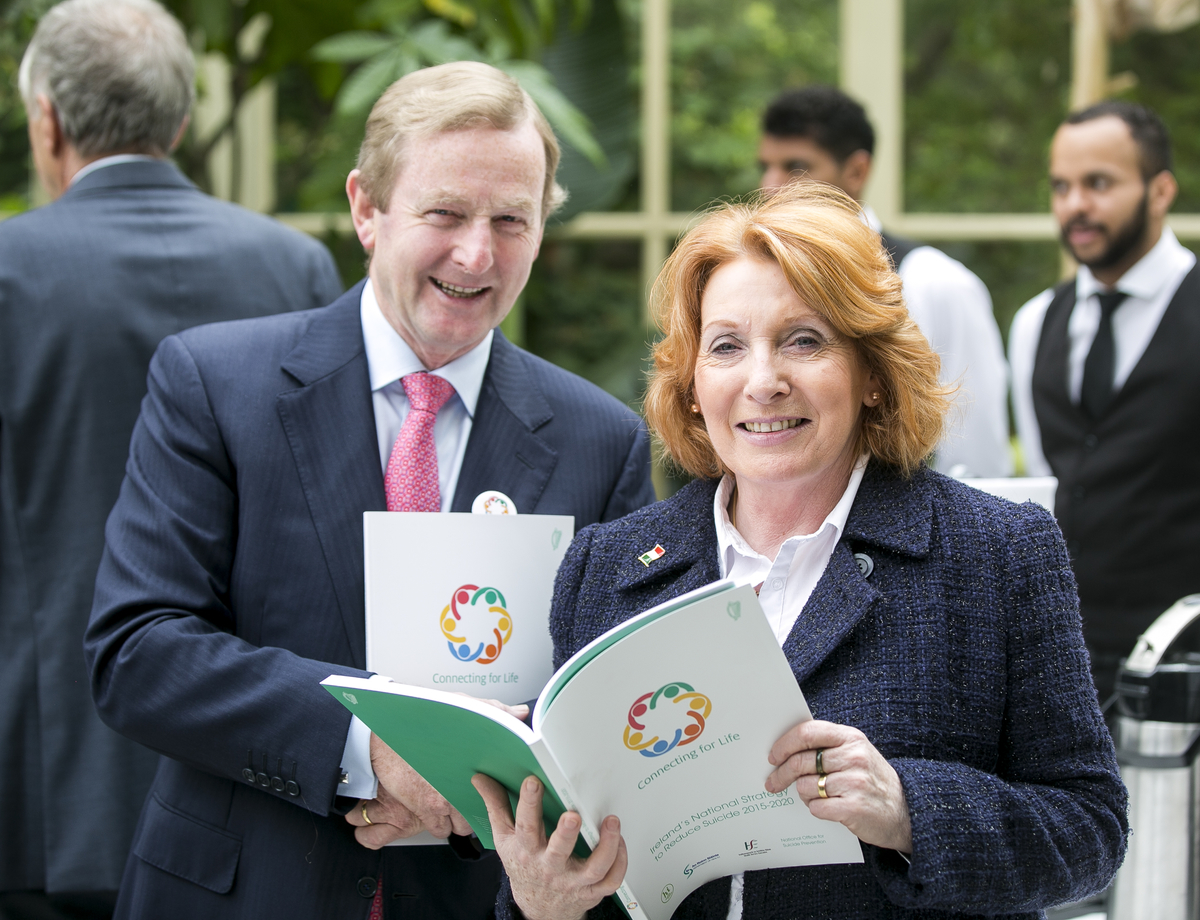
Lynch aux côtés du Taoiseach Enda Kenny en 2015

Le 10 mars 2011, elle est nommée par le gouvernement de coalition Fine Gael-Travailliste comme ministre d'État au ministère de la Santé et au ministère de la Justice et de l'Égalité avec une responsabilité particulière pour le handicap, l'égalité et la santé mentale,. Le 15 juillet 2014, elle est renommée ministre d'État chargée des soins primaires, de la santé mentale et du handicap, après que son poste en matière d'égalité ait été attribué à Aodhán Ó Riordáin.
Elle perd son siège aux élections générales de février 2016. Elle reste ministre adjointe jusqu'au 6 mai 2016 lors des négociations prolongées sur la formation du gouvernement.

## Vie privée
Kathleen Lynch est née à Cork en 1953. Elle est mariée à Bernard Lynch et ils ont trois filles et un fils. Bernard Lynch est membre du Sinn Féin officiel. Elle est la belle-sœur de Ciarán Lynch qui est député du Parti travailliste pour Cork South-Central de 2007 à 2016 et de la conseillère municipale de Cork, Catherine Clancy, qui avait initialement été cooptée pour la remplacer au conseil.